# Bidanagere, Tumkur
Bidanagere là một làng thuộc tehsil Tumkur, huyện Tumkur, bang Karnataka, Ấn Độ.